# Caenolambda
Caenolambda is een geslacht van uitgestorven zoogdieren behorend tot de Pantodonta. Caenolambda leefde tijdens het Midden-Paleoceen in Noord-Amerika.

## Fossiele vondsten
Caenolambda verving in de North American Land Mammal Age Tiffanian de verwante Pantolambda. Fossielen zijn gevonden in de Verenigde Staten, met name in de staat Wyoming. Er zijn twee soorten beschreven, C. pattersoni en C. jepsini.

## Kenmerken
Caenolambda had het formaat van een groot schaap en het had een robuuster skelet met een grotere massievere schedel en krachtige kaakspieren dan Pantolambda. Caenolambda was een herbivoor.